# Liste der Baudenkmäler in Nürnberg
Auf dieser Seite sind die Baudenkmäler in der mittelfränkischen kreisfreien Stadt Nürnberg zusammengestellt. Diese Tabelle ist eine Teilliste der Liste der Baudenkmäler in Bayern. Grundlage ist die Bayerische Denkmalliste, die auf Basis des Bayerischen Denkmalschutzgesetzes vom 1. Oktober 1973 erstmals erstellt wurde und seither durch das Bayerische Landesamt für Denkmalpflege geführt wird. Die folgenden Angaben ersetzen nicht die rechtsverbindliche Auskunft der Denkmalschutzbehörde.

Diese Liste gibt den Fortschreibungsstand vom 25. Oktober 2024 wieder und enthält 2217 Baudenkmäler, darunter 35 Ensembles.

## Aufteilung
In Nürnberg gibt es mehr als 2200 Baudenkmäler. Aus diesem Grund wurden Teillisten erstellt. Zwischen den Denkmallisten der Stadtteile kann über die Navigationsleiste gewechselt werden. Die Innenstadt ist aufgrund der Größe der Liste in weitere Listen untergliedert.
In den Stadtteillisten sind sowohl Einzelbauwerke als auch denkmalgeschützte Ensembles aufgeführt. Grundlage für die Aufteilung sind die statistischen Bezirke und Distrikte.
| Stadtbezirk                             | Bez.-Nr. | Stadtteil-Nr. und -Name | Teillisten |
| --------------------------------------- | -------- | --- | ---------- |
| Altstadt und engere Innenstadt          | 00       | 01 Altstadt, St. Lorenz Gemarkung 3449 | Liste      |
| Altstadt und engere Innenstadt          | 00       | 06 Altstadt, St. Sebald Gemarkung 3450 | Liste      |
| Altstadt und engere Innenstadt          | 00       | 08 Pirckheimerstraße, 25 Uhlandstraße und 26 Maxfeld der Gemarkung 3420 Gärten Hinter der Veste und 3428 Großreuth Hinter der Veste | Liste      |
| Altstadt und engere Innenstadt          | 00       | 03 Tafelhof, 04 Gostenhof, 05 Himpfelshof | Liste      |
| Altstadt und engere Innenstadt          | 00       | 07 St. Johannis , 24 Bielingplatz Gemarkung 3434 St. Johannis und 23 Sandberg | Liste      |
| Altstadt und engere Innenstadt          | 00       | 02 Marienvorstadt, 09a Wöhrd, 09b Rennweg und 27 Veilhof, 28 Tullnau , 29 Gleißhammer | Liste      |
| Weiterer Innenstadtgürtel Süd           | 01       | 10 Ludwigsfeld, 11 Glockenhof, 12 Guntherstraße, 13 Galgenhof, 14 Hummelstein, 15 Gugelstraße, 16 Steinbühl, 17 Gibitzenhof, 18 Sandreuth, 19 Schweinau | Liste      |
| Weiterer Innenstadtgürtel West/Nord/Ost | 02       | 20 St. Leonhard, 21 Sündersbühl, 22 Bärenschanze | Liste      |
| Südöstliche Außenstadt                  | 03       | 30 Dutzendteich, 31 Rangierbahnhof-Siedlung, 32, 33, 36, 37 Langwasser Gesamt, Zollhaus, 32 Langwasser Nordwest, 33, 34 Beuthener Straße, 35 Altenfurt Nord, 36 Langwasser Südost, 37 Langwasser Südwest, Zollhaus, 38 Altenfurt, Moorenbrunn, 39 Gewerbepark Nürnberg-Feucht                                  | Liste      |
| Südliche Außenstadt                     | 04       | 40 Hasenbuck, 41 Rangierbahnhof, 42 Katzwanger Straße, 43 Dianastraße, 44 Trierer Straße, Falkenheim, Kettelersiedlung, 45 Gartenstadt, 46 Werderau, 47 Maiach, 48 Katzwang, Reichelsdorf Ost, Reichelsdorfer Keller, 49 Herpersdorf, Kornburg, Worzeldorf, Königshof, Pillenreuth, Steinbrüchlein, Weiherhaus | Liste      |
| Südwestliche Außenstadt                 | 05       | 50 Hohe Marter, 51, 52 Röthenbach bei Schweinau, West, Ost und Neuröthenbach, 53 Eibach, 54 Reichelsdorf, 55 Krottenbach, Mühlhof | Liste      |
| Westliche Außenstadt                    | 06       | 60 Großreuth bei Schweinau, 61 Gebersdorf, 62 Gaismannshof, 63 Höfen, Kleinreuth bei Schweinau, Leyh, 64 Eberhardshof, 65 Muggenhof | Liste      |
| Nordwestliche Außenstadt                | 07       | 70 Westfriedhof, 71 Schniegling, 72 Wetzendorf, 73 Buch, Höfles, Schnepfenreuth, 74 Thon, Kleinreuth h.d.V., 75 Almoshof, Lohe, 76 Kraftshof, 77 Neunhof, 78 Boxdorf, 79 Großgründlach, Kleingründlach, Obermühle, Reutles                                                                                     | Liste      |
| Nordöstliche Außenstadt                 | 08       | 80 Schleifweg, 81 Schoppershof, 82 Schafhof, 83 Marienberg, Großreuth h.d.V., Loher Moos, 84 Ziegelstein, 85 Mooshof, 86 Buchenbühl, 87 Flughafen | Liste      |
| Östliche Außenstadt                     | 09       | 90 St. Jobst, Weigelshof, 91 Erlenstegen, 92 Mögeldorf, Ebensee, 93 Schmausenbuckstraße, 94 Laufamholz, Hammer, Oberbürg, Unterbürg, 95 Zerzabelshof, 96 Fischbach, 97 Brunn, Birnthon | Liste      |

## Ensemble Altstadt
Nürnberg verdankt seine Anfänge königlicher, salischstaufischer Reichspolitik. Bürgerliche Kräfte, geleitet von einer patrizischen Oberschicht, führten die Stadt zum Höhepunkt ihrer urbanen Entwicklung im 15./16. Jahrhundert; ihr welthistorischer Rang als spätmittelalterliche Großstadt und ideale Verkörperung der deutschen Reichsstadt, als Fernhandels- und Gewerbezentrum sowie als Mittelpunkt der deutschen Kunstproduktion im Zeitalter Albrecht Dürers, des berühmtesten Nürnbergers, fiel in diese Zeit.
Inmitten des waldreichen Königslandes im bairischen Nordgau, begründete um 1040 Kaiser Heinrich III. eine neue Reichsburg. Die Anlage auf einem Sandsteinrücken über der Pegnitz diente den Saliern als Stützpunkt zum Ausbau der Reichsgewalt. In weiterer Verfolgung dieser Bestrebungen erweiterten die Staufer die Burg, die seither und über die Zerstörung Nürnbergs im Zweiten Weltkrieg hinaus die unverwechselbare Stadtkrone der Altstadt bildet. Als Keimzellen der Siedlungsentfaltung gelten ein königlicher Wirtschaftshof östlich der Burg – dort, wo sich Mitte des 12. Jahrhunderts der Schottenkonvent von St. Egidien ansiedelte – sowie ein weiterer Königshof über dem südlichen Ufer der Pegnitz; hier richtete sich 1206 die Deutschordens-Kommende St. Jakob ein. Unter dem Schutz der Burg, am Fuße ihres Felsens, und um St. Egidien erwuchs die früheste städtische, 1163 als burgus bezeichnete Siedlung. Ihre Ordnung korrespondiert im Wesentlichen mit den Höhenlinien des Burgberges. Der Straßenzug Innere Laufer Gasse, Theresienstraße, Albrecht-Dürer-Platz, Bergstraße, der sich zwischen dem späteren Laufer Schlagturm im Osten und dem Tiergärtnertor im Norden erstreckt, bezeichnet die Hauptachse des burgus, während die steile Burgstraße von der Pegnitz im Süden auf den Burgberg im Norden den querlaufenden Hauptzug bildet. Im späten 14. Jahrhundert wurde die Bedeutung des Tiergärtnertors durch die Anlage des weniger beschwerlich zu erreichenden Neutors, im Nordwesten vor der Straße nach Würzburg und Frankfurt gelegen, erheblich geschmälert; im Gegenzug gewann der Straßenzug Füllgasse-Lammsgasse, in direkter nordwestlicher Verlängerung der Theresienstraße, an Bedeutung. Dieser burgus der Dienstmannen, Fernhändler und Handwerker emanzipierte sich im zweiten Drittel des 13. Jahrhunderts von der Mutterpfarrei Poppenreuth und ersetzte seit 1230/40 eine ältere Peterskapelle, welche die Überreste des verehrten Eremiten Sebald barg, durch eine Pfeilerbasilika, die, 1255, noch vor ihrer Vollendung als Pfarrkirche bezeichnet wird und Sebald und Petrus geweiht wurde. Die große Wallfahrt, die zum Grab des erst 1425 heiliggesprochenen Sebald entstand, begünstigte die Stadtwerdung; Sebald selbst stieg zum Stadtpatron Nürnbergs auf. Die Nürnberger Bürgerschaft trat Mitte des 13. Jahrhunderts erstmals als Korporation auf, repräsentiert durch den Rat, der schrittweise die bürgerliche Selbstverwaltung erstritt. Im gleichen Jahrhundert war die „Sebalder Stadt“ bereits befestigt und schloss das alte Schottenstift, seit 1255 ein Augustinerkloster und seit 1276 eine Dominikanerniederlassung in ihre Mauern ein; das Augustinerkloster wurde 1872 abgebrochen und im Bereich des Germanischen Nationalmuseums wiedererrichtet, die Dominikanerkirche wurde 1807 niedergelegt, die Klostergebäude haben nur in Resten den letzten Krieg überdauert.
Links der Pegnitz stellt sich die etwas jüngere „Lorenzer Stadt“ als staufische Plangründung dar. Von St. Jakob im Westen in einem Längsoval nach Osten sich ausdehnend, ordnet sie sich in einem System nahezu geradliniger, parallel verlaufender, zum Weißen Turm hin aber konzentrisch zusammengeführter Längsachsen – Adlerstraße, Karolinenstraße, Brunnengasse, Breite Gasse, Frauengasse – die von der vom Pegnitzübergang nach Süden stoßenden Querachse, der Königstraße, aufgefangen werden. Die zweite große Pfarrkirche der Stadt, St. Lorenz, entstand an dieser Querachse, zwei ältere Kapellen ersetzend, seit der zweiten Hälfte des 13. Jahrhunderts Auch die Lorenzer Stadt, die kleinere Händler und Handwerker beherbergte, war im 13. Jahrhundert bereits ummauert, bezog aber – wohl mit Ausnahme des um 1224 gegründeten Franziskanerklosters, dessen Mönchschor aus dem späten 13. Jahrhundert sich in dem modernen Gebäude Königstraße 3 erhalten hat – weder die Deutschordenskommende noch die Klöster der Magdalenerinnen (St. Klara, gegründet wohl vor 1232), der Karmeliten (gegründet 1287), der Dominikanerinnen (gegründet vor 1295) in den Bering ein. Diese „vorletzte Befestigung“ wurde 1320/25 mit der Verbindung der beiden Stadthälften über die Pegnitz hinweg vollendet. Der Fluss blieb mit seinem offenen Lauf, seinen Inseln, den späteren Brücken, Mühlen und Überbauungen, darunter das mehrfach erweiterte, 1339 gestiftete Heilig-Geist-Spital, ein wichtiges, auch gewerblich genutztes Element im Stadtorganismus. Bebaut wurde nun auch die Flussniederung zwischen Sebalder und Lorenzer Stadt, und an zentraler Stelle, nördlich vor der Fleischbrücke, wurde 1349 nach einem Judenpogrom an Stelle des niedergelegten Gettos der Hauptmarkt und östlich davon der Obstmarkt angelegt. Die Maßnahme war von Kaiser Karl IV. initiiert worden, der zu Nürnberg enge Beziehungen unterhielt. 1355 stiftete er die den Hauptmarkt beherrschende Frauenkirche, zugleich Marktkirche, Sühnekirche für das Pogrom und kaiserliche Kapelle, deren reich gestaltete Westfassade auf Kaiser und Reich verweist. Der Bau belegt das Eindringen der Prager Parler-Kunst und das Zwischenspiel höfisch-kaiserlicher Kunstübung der Zeit um 1400 im Stadtgefüge der bürgerlichen Reichsstadt. Aus gleichem Geist ist die Westfront von St. Lorenz entstanden, die als Höhepunkt und Blickziel einer geplanten kaiserlichen via triumphalis konzipiert ist. Gleichzeitig manifestiert sich die Kontinuität bürgerlichen Bauens im hohen, 1379 vollendeten Hallenchor von St. Sebald, der auch einen neuen Frömmigkeitsstil dokumentiert. Dem über dem niedrigeren First des Langhausdaches hoch aufragenden, der Doppelturm-Westfront gegenübergestellten steilen Chordach gesellte sich ein Jahrhundert später als Pendant über dem linken Flussufer das gleichgeartete Chorhaus von St. Lorenz zu – auch dieses einer doppeltürmigen Westpartie und einem niedrigeren Langhaus gegenübergesetzt. Diesen beiden gewichtigen Akzenten in der Dächerlandschaft der Nürnberger Altstadt haben sich – sieht man von den dominierenden Bauten des Burgberges ab – durch alle Jahrhunderte die Bauten der Stadt in Geschoßhöhe und Dachgestaltung untergeordnet.
Die größte Leistung des 14. Jahrhunderts auf dem Gebiet des Profanbaus war der Einbezug der Vorstädte im Osten und Süden mit allen Klöstern, denen sich als letztes 1380 noch das Karthäuserkloster anschloss, in einem erweiterten Bering. Diese „letzte Befestigung“ entstand seit 1346. Um 1400 hatte die Reichsstadt ihren endgültigen Umfang erreicht. In drei Jahrhunderten wurde der Befestigungsgürtel mit seinen Türmen, Mauern, den im 16. Jahrhundert mit Steinmänteln verstärkten, für das Stadtbild charakteristischen fünf Tortürmen, mit seinen Gräben und zuletzt auch mit Schanzen vervollständigt und angesichts der Bedrohungen durch das erstarkende Landesfürstentum im 16. Jahrhundert modernisiert. Die repräsentativen Tortürme sind strategisch wertlos. Sie verkörpern vielmehr einen Anspruch, der vielleicht schon als Alt-Nürnberg-Romantik des 16. Jahrhunderts zu verstehen ist, heute jedenfalls das Bild der Altstadt als Ensemble manifestiert. Der Gürtel, der die Stadt seit dieser Zeit panzerartig umschließt, ist der am besten erhaltene aller europäischen Großstädte. Über die Stadterweiterung des 19. Jahrhunderts und die Bombenangriffe zwischen August 1942 und April 1945 hinweggerettet bzw. wiederhergestellt, ist er ein für die Identität der Stadt hochbedeutendes Baudenkmal.
Die Einheitlichkeit des spätmittelalterlichen, trotz der Zerstörungen im Zweiten Weltkrieg wirksam gebliebenen Nürnberger Stadtbildes wird wesentlich mitbestimmt durch das Nürnberger Bürgerhaus. Eine strenge Baugesetzgebung forderte schon seit dem 15. Jahrhundert das aus Stein gebaute Traufseithaus; Vorkragungen der Geschosse waren unerwünscht. Der Fachwerkbau war im Allgemeinen nicht erlaubt, starb jedoch nie aus. Charakteristisch für die Altstadtgassen sind Hausvorsprünge und Ausbildungen von Eckhäusern, die Blickziele und Raumbegrenzungen ergeben; hier war reichere Gestaltung erlaubt. Im Rahmen dieser Normen, die auch die Firsthöhe und die Ziegeldeckung der Dächer vorschrieben, vollzog sich die Gestaltung der Details, zu denen die charakteristischen Erker („Chörlein“), dazu Ziergiebel, Aufzugsluken und Gauben gehören. Das Bedürfnis nach größerem Aufwand zeigt sich mit wenigen Ausnahmen (Pellerhaus, 1607) in den Innenhöfen der Patrizierhäuser. Die manieristischen, zum größeren Teil kommunalen Bauten des 15. und frühen 16. Jahrhunderts ordneten sich dem zur Dürerzeit im Wesentlichen vollendeten Stadtbild ein. Selbst der mächtige Dreiflügelbau des Rathauses, ein kommunaler Palazzo nach dem Vorbild italienischer Bauten, unterbricht nicht den Gleichklang des gewachsenen Stadtorganismus. Im Privatbau beschränkte man sich auf einige verhaltene barocke Fassadendekorationen, im Übrigen auf die Ausstattung von Innenräumen und die Anlage von Barockgärten. Lediglich die konfessionell wie auch politisch bis zum Ende des alten Reiches in einer Sonderstellung verharrende Deutschordenskommende manifestierte mit der klassizistischen, gegen 1800 ausgeführten Kuppel ihrer Elisabethkirche ihren besonderen Anspruch auch innerhalb des Stadtbildes.
Die alten Viertel um Milchmarkt und Weinmarkt erfuhren, insbesondere in Bezug auf einzelne Bürgerhäuser, vor allem im 18. Jahrhundert Veränderungen; im 19. Jahrhundert kamen nur wenige Fassaden im Neu-Nürnberger Stil hinzu. Erst der auf vielfach vergrößerten Grundstücksparzellen durchgeführte Wiederaufbau nach dem Zweiten Weltkrieg brachte zum Teil eingreifende Strukturänderungen mit sich. Die alte Quartiergrenze Tetzelstraße-Theresienstraße verlor ihre reiche historische Bausubstanz, gleichzeitig erfuhr sie eine enorme Aufweitung als Hauptverkehrsachse und Verbindungstrasse über den flächenmäßig ebenfalls stark vergrößerten Fünferplatz hin zum Obstmarkt. Auch die Achse Am Hallertor/Maxplatz/Augustinerstraße und der Nägeleinsplatz wurden in der Wiederaufbauzeit in neuer Form wiederhergestellt. Die sog. Steppe, ein während des Zweiten Weltkriegs fast vollständig zerstörtes Quartier östlich des Hauptmarktes, wurde ohne Bezug auf alte Strukturen neu bebaut. Man lehnte sich nur formal an das historische Straßennetz an, Baustruktur als auch Straßennetz weichen vom Vorkriegszustand deutlich ab. Anstelle der dichten Blockrandbebauung entstanden hier Bauzeilen und aufgelöste Blöcke mit weiten Freiflächen.
Das ehem. Barfüßerviertel, der östliche Abschnitt der Lorenzer Stadtseite, wurde bereits im 19. Jahrhundert durch die großen Neubauten von Gewerbemuseum und Norishalle städtebaulich gesprengt, letztere 1965/67 durch einen denkmalwürdigen Neubau ersetzt. Künstlerisch und stadtgeschichtlich bestimmend für das Viertel sind die wenigen erhaltenen mittelalterlichen und spätmittelalterlichen Kirchen mit den noch selteneren Profanbauten der Renaissancezeit geblieben. Mittelpunkt des Viertels ist die Lorenzkirche, Höhepunkt und Blickziel der als kaiserliche via triumphalis geplanten Karolinenstraße. Die Karolinenstraße, Rückgrat der staufischen Plangründung und Kern der Lorenzer Stadtseite, wurde im Zuge des Wiederaufbaus nach dem Zweiten Weltkrieg deutlich verbreitert, es entstand eine Ausweitung in der Nachfolge städtebaulicher Ideen des 19. Jahrhunderts. Lediglich das Nassauerhaus, im Kern der einzige erhaltene Geschlechterturm Nürnbergs, bezeichnet als Eckhaus schräg gegenüber der Westfassade der Lorenzkirche den historischen Bezugs- und Grenzpunkt des alten Kirchplatzes.
St. Lorenz ist point de vue sowohl der Karolinen- als auch der vom Frauentorturm heraufziehenden Königstraße; in dieser Straße steht mit der um 1500 errichteten Mauthalle ein weiterer gewichtiger Monumentalbau aus reichsstädtischer Zeit. Die weiter stadtauswärts gelegene ehem. Klosterkirche St. Klara wurde durch die Neugestaltung der Straße im 19. Jahrhundert städtebaulich zurückgedrängt, während die ursprünglich als Kirche eines Pilgerspitals gegründete Marthakirche durch vorgestellte Geschäftshäuser gänzlich aus dem Straßenbild verschwand. Die Johannisgasse mit einer Zeile kleiner Handwerkerhäuser des 16./17. Jahrhunderts und der Bauhof mit dem Baumeisterhaus sind altstädtische Bereiche, die durch die Bautätigkeit des 19. Jahrhunderts in ihrer städtebaulichen Wirkung entweder verdeckt oder eingeschränkt wurden. Selbst der abgeschiedene Bauhof erhielt sein heutiges Erscheinungsbild im Wesentlichen durch die Baumaßnahmen des späten 19. Jahrhunderts. Die Königstraße als Hauptverbindungsweg vom Bahnhof zum Hauptmarkt und weiter zur Burg erfuhr im 19. Jahrhundert eine umfassende Neubebauung. Heute noch sind diese zahlreichen viergeschossigen Sandsteinbauten (Geschäftshäuser, Hotelbauten und auch herrschaftliche Mietshäuser), ausgeführt zumeist im Neu-Nürnberger-Stil, für das Straßenbild bestimmend. In diesem bereits im 19. Jahrhundert umgestalteten Bereich hat der Wiederaufbau nach dem Zweiten Weltkrieg durch die systematische Zusammenlegung von kleineren Grundstücksparzellen eine großflächige Bebauung forciert, wodurch insbesondere südlich der Lorenzkirche mehrere sich über gesamte Baublocks erstreckende Geschäftshäuser entstanden.
Trotz der großflächigen Eingriffe des 20. Jahrhunderts sind die vielfältigen, an historischen Bauten aufgehängten Blickbeziehungen erhalten geblieben. Dies gilt auch für die Achse Vordere Sterngasse-Pfannenschmiedgasse-Königstraße-Museumsbrücke sowie für die Lorenzer Straße. Erstere Achse hat mit der Mauthalle und dem Rest des Zeughauses reichstädtische Dreh- und Angelpunkte bewahrt, letztere, an ihrer nördlichen Seite mit gründerzeitlicher Bebauung, mündet im Marientor, dessen Funktion als Stadtausgang bis in die Bebauung der 1930er Jahre architektonisch akzentuiert wurde. Geschichtliches Charakteristikum dieses Viertels beim Frauentor insgesamt ist somit die Fassung einer mittelalterlichen Altstadt durch das 19. Jahrhundert.
Auch im Elisabethviertel, zwischen Josephsplatz und Spittlertor (Ludwigstor), und im westlichen Kornmarktviertel vereinigen sich dichte altstädtische Zonen mit solchen gründerzeitlicher Überformungen. Hier treffen zwei stadtgeschichtliche Entwicklungen zusammen: einerseits die staufische Plangründung als Ausgang der Stadtentwicklung auf der Lorenzer Stadtseite und andererseits die Stadterweiterung bis zur letzten Stadtbefestigung. Grenzpunkt zwischen beiden Bereichen ist der Weiße Turm der vorletzten Stadtbefestigung, von dem aus die große Hauptachse Ludwigsplatz-Karolinenstraße-Lorenzkirche ausgeht; deren Gesicht ist im östlichen Teil überwiegend geprägt von Geschäftshäusern der Jahrhundertwende. Durch die Umgestaltung wurde der heutige Ludwigsplatz dem Josephsplatz, einstiger Hauptplatz der Lorenzer Stadtseite, bedeutungsmäßig gleichgestellt; die Baumaßnahmen des 19. Jahrhunderts führten somit zu neuen Gewichtungen innerhalb des Stadtgefüges. Dagegen sind die Vordere und Hintere Ledergasse, die Obere und Untere Wörthgasse sowie die Mühlengasse, alle in ihrem Verlauf das alte staufische Straßengitter darstellend, mit zahlreichen Beispielen von Handwerker- und auch Fischerhäusern des 16./17. Jahrhunderts der Bereich mit der dichtesten Denkmalsubstanz auf der Lorenzer Seite geblieben. Hier haben Kriegszerstörungen und Veränderungsdruck wenig eingegriffen.
Die Stadt ist innerhalb ihrer Stadtbefestigung als überzeugende Einheit erhalten geblieben, weil man sich 1950 für einen Wiederaufbau nach den Entwürfen von Heinz Schmeißner und Wilhelm Schlegtendal entschlossen hatte, die statt einer radikalen Neukonzeption einen Wiederaufbau in enger Anlehnung an die alte Stadtstruktur vorsahen. Die Baulinien wurden nur teilweise begradigt, die Parzellen sind im Wesentlichen als Struktur in der Proportion erhalten geblieben. Auch die Ausweitungen mancher Hauptachsen für eine vermeintlich notwendige verbesserte Verkehrsführung haben auf das überlieferte Straßensystem Bezug genommen. Neben den strukturellen Veränderungen durch die verbreiterten Verkehrsachsen wurden vor allem entlang der Pegnitz und in der Sebalder Stadt öffentliche und private Grünflächen angelegt, welche die dichte Vorkriegsbebauung auflockern.
In diesem von der Stadtbefestigung eingefassten und definierten Stadtkörper wurden durch den Wiederaufbau der Monumentalbauten im Sinne der Nachkriegsdenkmalpflege auch die das historische Gefüge bestätigenden Sicht- und Beziehungsachsen wiederhergestellt. Zu diesem Kontinuität vermittelnden Wiederaufbau gehören z. B. die Wohnbebauung der Sebalder Seite, die in ihrer Schlichtheit alte Strukturen, Proportionen und Nutzungen bewahrt hat, und ihre weitgehend kleinteilig gegliederte Dachlandschaft. Bemerkenswerte Leistungen in diesem Zusammenhang sind auch die großen, innerhalb weniger Jahre zwischen 1952 und 1957 fertig gestellten öffentlichen Bauten wie das Neue Rathaus am Hauptmarkt, der Saalbau der Industrie- und Handelskammer in der Nähe, das Städtische Konservatorium am Katharinenkloster, der Neubauflügel der Hochschule für Wirtschaft- und Sozialwissenschaften am Südufer der Pegnitz, der Neubau von Stadtarchiv und Stadtbibliothek unter Einbeziehung historischer Bauteile des ehem. Pellerhauses am Egidienplatz oder, hinter der Egidienkirche gelegen, das Willstätter-Gymnasium. Die genannten Bauten dokumentieren die Grundprinzipien des Nürnberger Wiederaufbaugedankens: Erhalt der Dominanz monumentaler Baudenkmäler und deren städtebauliche Integration in die Gesamtstruktur der Altstadt, Erhalt der städtebaulichen Struktur bei gleichzeitiger qualitätsvoller Auswechslung einzelner Gebäude und damit der Erhalt der Altstadt insgesamt als geschlossene Einheit gegenüber den vor der Stadtbefestigung liegenden Stadterweiterungen des 19. und 20. Jahrhunderts. Für diese Prinzipien des Wiederaufbaus der Altstadt Nürnberg stehen zahlreiche Neu- und Wiederaufbauten der Nachkriegszeit; sie alle setzen den bis heute gültigen Maßstab für die Erneuerung des in seiner Geschichtsträchtigkeit bayernweit einmaligen Stadtdenkmals Altstadt Nürnberg. Der Wiederaufbau der Altstadt Nürnberg fand mit dem anlässlich des 500. Geburtstags Albrecht Dürers im Jahr 1971 gefeierten Dürerjahr seinen Endpunkt; seine Leistungen sind wesentlicher Bestandteil der Ensemblefeststellung geworden.
Aktennummer: E-5-64-000-1

## Stadtbefestigung

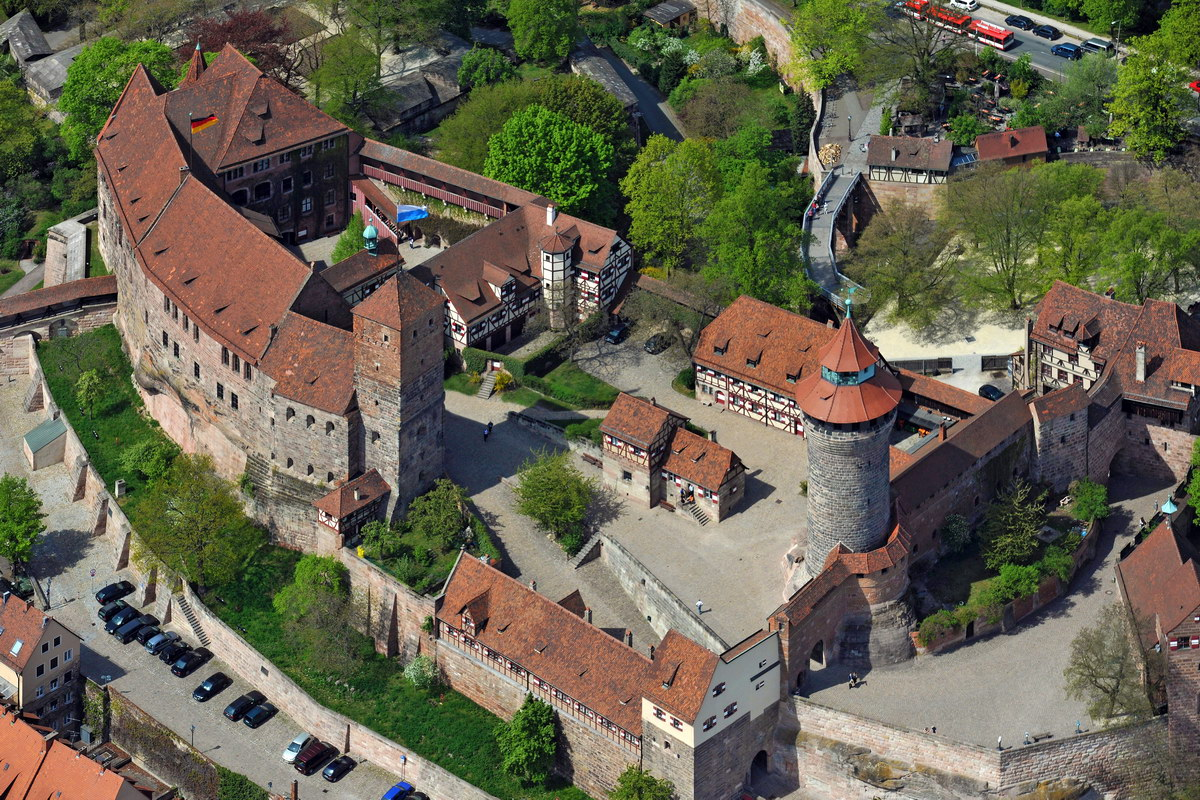
Luftaufnahme der Kaiserburg

### Burg
Die Nürnberger Burg besteht baugeschichtlich aus der Burggrafenburg, der Kaiserburg sowie weiteren reichsstädtischen Gebäuden. Sie bestand bereits bevor sich der ihr zu Füßen liegende Markt zur Stadt entwickelte und befestigt wurde. Die Burg befindet sich auf der höchsten Anhöhe am nördlichsten Punkt der Sebalder Stadt. Die Wehr- und Schanzanlagen sind in die letzte Stadtbefestigung integriert.

#### Kaiserburg
| Lage                                    | Objekt                                               | Beschreibung | Akten-Nr.      | Bild           |
| --------------------------------------- | ---------------------------------------------------- | --- | -------------- | -------------- |
| Burg 10 bis 18, Am Ölberg 10 (Standort) | Kaiserburg                                           | Staufische Reichsburg und Kaiserpfalz, errichtet ab 1138; mit Ausstattung; Befestigungsmauer, Sandsteinquadermauerwerk, begonnen erste Hälfte 12. Jahrhundert, erweitert 13. Jahrhundert und später | D-5-64-000-305 | weitere Bilder |
| Burg 18 (Standort)                      | Palas                                                | Zweigeschossiger, langgestreckter und zweifach leicht geknickter Sandsteinquaderbau mit Satteldach, hofseitig Vorhalle mit Freitreppe, hölzerner Laubengang und rechteckiger Treppenhausanbau mit Fachwerkobergeschoss und Pultdach, im Kern 13. Jahrhundert, nach Westen verlängert 1487 und 1559/60, zerstört 1945, wiederhergestellt 1947–50 | D-5-64-000-305 | weitere Bilder |
| Burg 18 (Standort)                      | Kemenate der Kaiserburg                              | Viergeschossiger Ziegel- und Sandsteinbau mit asymmetrischem, steilem Walmdach und Schleppgauben, westlich rechteckiger Turmanbau mit Spitzhelm, errichtet anstelle eines staufischen Vorgängerbaus 1440/42, weitgehend zerstört 1945, wiederaufgebaut 1968–71 | D-5-64-000-305 | weitere Bilder |
| Burg 18 (Standort)                      | Inneres Burgtor                                      | Spätrenaissanceportal aus bossierten Sandsteinquadern, darüber reliefierte Sandsteinwappen, zugehörig hohe Ziegelstein-Wehrmauer mit hölzernem Wehrgang und aufgesetztem eingeschossigem Fachwerkoberbau mit Satteldach und Laterne, Tor bezeichnet „1562“, Wehrmauer 13. Jahrhundert, erneuert im 16. Jahrhundert, rekonstruiert 1949 | D-5-64-000-305 | weitere Bilder |
| Burg 16 (Standort)                      | Burgkapelle                                          | Romanische Doppelkapelle mit Chorturm, Langhaus zweigeschossiger Sandsteinquaderbau mit Satteldach, Ecklisenen, Rundbogenfries und profiliertem Rundbogenportal, Turm fünfgeschossiger Rechteckbau aus Sandsteinquader- und Ziegelsteinmauerwerk, mit Ecklisenen, Gesimsgliederung und Pyramidendach, an der Ostwand Konsolen mit Sandsteinfiguren, errichtet Anfang 13. Jahrhundert, Turmobergeschosse gotisch, Turmdach 1566, räumliche Verbindung der beiden Kapellen unter August von Essenwein, 1891/92; mit Ausstattung | D-5-64-000-305 | weitere Bilder |
| Burg 15 (Standort)                      | Himmelsstallung                                      | Langgestreckter, eingeschossiger Fachwerkbau in Hanglage, mit Sandsteinsockel, Satteldach mit Schleppgauben und vorspringenden Fachwerkzwerchhäusern mit Satteldächern, 15./16. Jahrhundert, beschädigt 1945, wiederhergestellt 1946 | D-5-64-000-305 | weitere Bilder |
| Burg 14 (Standort)                      | Brunnenhaus, sogenannter Tiefer Brunnen              | Zweigeschossiger Satteldachbau mit Sandsteinquadererd- und Fachwerkobergeschoss, im Inneren runder Brunnenschacht, wohl 12. Jahrhundert, obere Quaderausmauerung 16. Jahrhundert, bezeichnet „1563“ | D-5-64-000-305 | weitere Bilder |
| Burg 14 (Standort)                      | Badstube                                             | Eingeschossiger Sandsteinquaderbau mit Fachwerkgiebel, Schopfwalmdach und Schleppgauben, bezeichnet „1564“, beschädigt 1945, Obergeschoss und Dach erneuert 1951; östlich angebaut an Brunnenhaus | D-5-64-000-305 | weitere Bilder |
| Burg 13 (Standort)                      | Ehemaliges Sekretariatsgebäude, heute Burgverwaltung | Zweigeschossiger Fachwerkbau mit nach Westen abgewalmtem Steilsatteldach und Schleppgauben, im Westen Sandsteinquadererdgeschoss, östlicher Teil um 1487, westlicher Teil bezeichnet „1564“, beschädigt 1945, wiederhergestellt 1947 und 1969/70; entlang der nördlichen Wehrmauer | D-5-64-000-305 | weitere Bilder |
| Burg 17 (Standort)                      | Finanzstadel                                         | Eingeschossiger Sandsteinquaderbau mit Satteldach, 1564, erneuert nach 1945 | D-5-64-000-305 | weitere Bilder |
| Burg 11 (Standort)                      | Ehemaliger Bergfried, sogenannter Sinwellturm        | Runder Buckelquaderbau mit auskragendem Obergeschoss mit polygonalem Zeltdach und oktogonalem Aufsatz mit Spitzhelm, 2. Hälfte 13. Jahrhundert, Obergeschoss und Dächer nach Plänen des Zeugmeisters Hans Löhner, 1561 | D-5-64-000-305 | weitere Bilder |
| Burg 12 (Standort)                      | Ehemaliger Wohn- und Wachtturm, sogenannte Hasenburg | Rechteckiger Buckelquaderbau mit verputztem Obergeschoss aus Ziegelsteinmauerwerk, Satteldach und Schopfwalm an der Westseite, nördlich anschließend Burgtor, sogenanntes Himmelstor, spitzbogiger Durchgang, darüber Wappentafel der Stadt Nürnberg, erste Hälfte 14. Jahrhundert, Obergeschoss bezeichnet „1561“, Tor 15. Jahrhundert | D-5-64-000-305 | weitere Bilder |

#### Burggrafenburg
| Lage                              | Objekt                                   | Beschreibung | Akten-Nr.      | Bild           |
| --------------------------------- | ---------------------------------------- | --- | -------------- | -------------- |
| Burg 3, 4, 5, 7, 8, 11 (Standort) | Burggrafenburg                           | Aus der salischen Königsburg des mittleren 11. Jahrhunderts hervorgegangen, im Interregnum der zweiten Hälfte des 13. Jahrhunderts von der Kaiserburg getrennt, 1420 in weiten Teilen zerstört                                                                                  | D-5-64-000-309 | weitere Bilder |
| Burg 4 (Standort)                 | Burgamtmannshaus                         | Wohnturmartiger Buckelquaderbau mit Walmdach und östlich auskragendem Fachwerkdacherker, Untergeschoss (Kernmauerwerk) 11./12. Jahrhundert, wohl spätgotische Obergeschosse, im Kern Fachwerk                                                                                   | D-5-64-000-309 | weitere Bilder |
| Burg 5 (Standort)                 | Westlicher Anbau an das Burgamtmannshaus | Dreigeschossiger Wohnbau des 14. und 16. Jahrhunderts mit Satteldach und rückseitigem Aufzugserker, mit westlichem halbrundem Turmanbau und zweigeschossigem Fachwerkanbau, mit östlicher Quaderwand und zwei vorkragenden Fachwerkobergeschossen, Erdgeschoss teilweise massiv | D-5-64-000-309 | weitere Bilder |
| Burg 3 (Standort)                 | Fünfeckiger Turm                         | Im Kern 11. Jahrhundert, Buckelquaderbau, in spätgotischer Zeit um ein Ziegelgeschoss mit Holzchörlein (Nachbildung von 1953) und flachem Pyramidendach erhöht, nach Zerstörung 1945 wiederhergestellt, innerer Ausbau modern                                                   | D-5-64-000-309 | weitere Bilder |
| Burg 3 (Standort)                 | Walpurgiskapelle                         | Chorturmkirche mit Wehrturm, Sandsteinquaderbau mit Satteldächern, Dachreiter mit Glocke, Turmerdgeschoss romanisch (1267/68 erwähnt), im Übrigen Bau des 15. Jahrhunderts, nach weitgehender Zerstörung 1945 wiederaufgebaut 1967–69                                           | D-5-64-000-309 | weitere Bilder |
| Burg 9 (Standort)                 | Sogenannter Heimlicher Wächtergang       | Ehemalige Grenze zwischen Kaiser- und Burggrafenburg, gotische Schildmauer aus Hau- und Ziegelsteinen, mit hölzernem Wehrgang | D-5-64-000-309 | weitere Bilder |
| Burg 11 (Standort)                | Freyung                                  | Stütz- und Brüstungsmauern der Burggrafenburg zwischen Burgamtmannshaus und der Kaiserburg, um 1561 | D-5-64-000-309 | weitere Bilder |

#### Reichsstädtische Gebäude
| Lage                                                    | Objekt                                                      | Beschreibung | Akten-Nr.      | Bild           |
| ------------------------------------------------------- | ----------------------------------------------------------- | --- | -------------- | -------------- |
| Beim Tiergärtnertor 4; Beim Vestnertorgraben (Standort) | Große Burgbasteien                                          | Untere Bastei (bei Tiergärtnertor 4) und Obere Bastei (beim Vestnertorgraben): polygonale Anlage aus Sandsteinquadermauerwerk mit abgerundeter Brustwehr und breiten Kanonenscharten, 1538–1545 nach den Befestigungsvorschlägen von Antonio Fazuni | D-5-64-000-320 | weitere Bilder |
| Beim Tiergärtnertor 4; Beim Vestnertorgraben (Standort) | Graben                                                      | Gefütterter Graben der letzten Stadtumwallung in voller Breite | D-5-64-000-320 | weitere Bilder |
| Burg 5 (Standort)                                       | Vestnertorbastei und Vestnertor                             | Polygonaler Sandsteinquaderbau mit abgerundeter Brustwehr, mit Vestnertor, um 1428, Wappenkartuschen von Hans Werner von ehemaliger Wöhrder Torbastei 1870 übertragen | D-5-64-000-320 | weitere Bilder |
| Vestnertorbrücke (Standort)                             | Vestnertorbrücke                                            | Auf fünf Pfeilern aus Sandsteinquadermauerwerk, erste Hälfte 15. Jahrhundert, 1885 umgebaut, dabei Pfeiler verkürzt, 1938 mit Burgsandstein wieder erhöht, 1974 Holzbrücke erneuert | D-5-64-000-320 | weitere Bilder |
| Burg 2 (Standort)                                       | Ehemaliges Kornhaus mit Stallung, sogenannte Kaiserstallung | Ehemaliger reichsstädtischer Bau, seit 1952 Jugendherberge, mächtiger, dreigeschossiger Sandsteinquaderbau mit sechsgeschossigem, nach Westen halb abgewalmten Steilsatteldach und Schleppgauben, an der Nordseite turmartiger, polygonaler Ausbau mit Helmdach, von Hans Behaim d. Ä., 1494/95, zerstört 1945, wiederhergestellt 1951/52; an der Südseite Sandsteinrelief mit dem Nürnberger Stadtwappen und Bauinschrift, von Adam Kraft, 1494/95 | D-5-64-000-307 | weitere Bilder |

### Angebliche älteste Stadtmauer
Die in der Tetzelgasse gefundenen Mauerreste enthalten große sauber gehauene Sandsteinquader, was gegen eine Entstehung vor dem 14. Jahrhundert spricht. Es gibt somit keine Hinweise auf eine älteste Stadtbefestigung.

| Lage                     | Objekt            | Beschreibung                                 | Akten-Nr.       | Bild |
| ------------------------ | ----------------- | -------------------------------------------- | --------------- | ---- |
| Tetzelgasse 5 (Standort) | Befestigungsreste | Wohl von der ältesten Stadtmauer, vor 1250 a | D-5-64-000-1938 | BW   |

### Vorletzte Stadtmauer
Im 13. Jahrhundert waren die beiden Stadtteile Sebald und Lorenz der heutigen Altstadt getrennt befestigt. Aus dieser Zeit sind noch die beiden Türme, der Laufer Schlagturm auf der Sebalder und der Weiße Turm auf der Lorenzer Seite, sowie zwei Türme auf der vorderen Insel Schütt erhalten. Das Tiergärtnertor wurde in die letzte Stadtmauer integriert.
| Lage                                                           | Objekt                                                            | Beschreibung | Akten-Nr.       | Bild           |
| -------------------------------------------------------------- | ----------------------------------------------------------------- | --- | --------------- | -------------- |
| Innerer Laufer Platz 3 a (Standort)                            | Torturm, sogenannter Laufer Schlagturm                            | Torturm der vorletzten Stadtbefestigung, hoher Sandsteinquaderbau, im Kern nach Mitte 13. Jahrhundert, oberer zweigeschossiger Aufsatz um 1508, erneuerter Spitzhelm mit Laterne, Tordurchfahrt bezeichnet „1508“, 1944 ausgebrannt, 1956 instand gesetzt                                                                                           | D-5-64-000-86   | weitere Bilder |
| Innerer Laufer Platz 3 a (Standort)                            | Stadtmauer                                                        | Nördlich an den Turm anschließend kleiner Teil der Stadtmauer, 13. Jahrhundert | D-5-64-000-86   | weitere Bilder |
| Ludwigsplatz 19 (Standort)                                     | Stadttor, sogenannter Weißer Turm                                 | Stadttor der vorletzten Stadtumwallung, Sandstein und Backstein, im Kern um 1250/56, Pyramidendach des 14./15. Jahrhunderts | D-5-64-000-1236 | weitere Bilder |
| Ludwigsplatz 19 (Standort)                                     | Ehemaliger Waffenhof                                              | Im Kern 14. Jahrhundert, teilweise Rekonstruktion 1977 | D-5-64-000-1236 | weitere Bilder |
| Maxplatz 10 (Standort)                                         | Wehrturm, sogenannter Wasserturm                                  | Wehrturm der vorletzten Stadtumwallung am nördlichen Pegnitzufer, quadratischer Sandstein-Buckelquaderbau mit Zeltdach, oberstes Geschoss Backsteinmauerwerk, ostseitig vorspringend wohl ehemals Kaminanlage, um 1323, Aufstockung und Dach um 1569/70 (bezeichnet)                                                                                | D-5-64-000-1285 | weitere Bilder |
| Peter-Vischer-Straße 10 (Standort)                             | Ehemaliger Stadtgraben                                            | Rest des gefütterten Grabens der vorletzten Stadtumwallung entlang der Westseite der Peter-Vischer-Straße, beidseitig Grabenbefestigungsmauern aus Sandsteinquadermauerwerk, zweite Hälfte 13. Jahrhundert | D-5-64-000-1518 | weitere Bilder |
| Peter-Vischer-Straße 10 (Standort)                             | Brücke über den ehemaligen Stadtgraben, sogenannte Marstallbrücke | Einjochige Sandsteinquaderbrücke, zum Teil erneuert | D-5-64-000-1518 | weitere Bilder |
| Trödelmarkt 58 (Standort)                                      | Wehrturm, sogenannter Henkerturm                                  | Wehrturm der vorletzten Stadtumwallung, nach Westen abgerundeter Sandsteinquaderbau mit Walmdach, östlich anschließend eingeschossiger verputzter Sandsteinbau mit Satteldach, im Kern um 1320/25, nach Teilzerstörung 1945 wiederhergestellt | D-5-64-000-1956 | weitere Bilder |
| Henkersteg (Standort)                                          | Henkersteg                                                        | Überbrückung des nördlichen Pegnitzarms, nördlich an den Henkerturm anschließend, beiderseits geschlossener verputzter Wehrgang mit Satteldach über zwei Rundbogenarkaden aus Sandsteinquadern, ostseitig chörleinartige Auskragung aus Fachwerk, um 1320/25                                                                                        | D-5-64-000-1956 | weitere Bilder |
| Untere Talgasse 8, entlang der Westseite der Straße (Standort) | Sogenannter Schießgraben                                          | Rest des gefütterten Grabens der vorletzten Stadtumwallung, zweite Hälfte 13. Jahrhundert, später Schießgraben des benachbarten Herrenschießhauses | D-5-64-000-681  | weitere Bilder |
| Vordere Insel Schütt 1 (Standort)                              | Mauerturm                                                         | Teil der vorletzten Stadtumwallung am nördlichen Pegnitzarm, niedriger Buckelquaderbau mit Zeltdach und Schießscharten, um 1323 | D-5-64-000-2055 | weitere Bilder |
| Vordere Insel Schütt 2 (Standort)                              | Schuldturm, sogenanntes Männereisen                               | Teil der vorletzten Stadtumwallung am südlichen Pegnitzarm, hoher Buckelquaderbau mit Schlüsselscharten, bezeichnet „1323“ von Baumeister Conrad Stromer, oberer Teil Backsteinmauerwerk mit vorkragenden Ausguckerkern und Zeltdach wohl zweite Hälfte 15. Jahrhundert, seit 1478 Schuldgefängnis, 1958 nach Zerstörung von 1945 wiederhergestellt | D-5-64-000-2056 | weitere Bilder |

### Letzte Stadtmauer
Die letzte Nürnberger Stadtbefestigung stellt flächenmäßig das größte Denkmal der Stadt dar.
1452 wurde die letzte Stadtbefestigung fertiggestellt.
Die Burg wurde am nördlichen Ende mit in das Befestigungssystem integriert. Die Mauertürme sind zahlreich und wurden zu besseren Identifizierung der Einsatzorte der wehrfähigen Männer ab 1499 nach der Systematik des siebenfarbigen Alphabets mit farbigen Buchstaben bezeichnet. Beginnend an der Burg sind das im Uhrzeigersinn folgende Bezeichnungen Schwarz A–Z, Blau A–Z, Rot A–Z und Grün A–O. Gleichzeitig werden die Kasemattentürme mit römischen Ziffern im Uhrzeigersinn durchnummeriert.
Folgende Türme sind nicht in der Denkmalliste für Nürnberg aufgeführt:
- Kasemattenturm III, Laufertormauer 15a, zerstört
- Kasemattenturm VI, Frauentorgraben 2, Mauerreste
- Kasemattenturm X, Frauentormauer 29a
- Kasemattenturm XIV, abgerissen
- Kasemattenturm XV, Spittlertormauer 1a
- Kasemattenturm XVI, Spittlertormauer 3a
- Kasemattenturm XXII, Neutormauer 1a
- Mauerturm Schwarz B, 1877 abgerissen, als Schwarz B wird jetzt ein Kasemattenturm Vestnertormauer 5 gezählt
- Mauertürme Schwarz N bis R, zerstört bzw. abgerissen
- Mauerturm Schwarz Y, Laufertormauer 19
- Mauertürme Blaues C bis F, zerstört bzw. abgerissen
- Mauerturm Blaues J, zerstört bzw. abgerissen
- Mauertürme Blaues N und P, zerstört bzw. abgerissen
- Mauertürme Blaues Y und Z, zerstört bzw. abgerissen
- Mauerturm Rotes R, Spittlertormauer 1, zerstört und neu errichtet
- Mauerturm Grünes B, Spittlertormauer 17
- Mauerturm Grünes G, Maxplatz 54
- Mauerturm Grünes O, Burg 19

Im Folgenden sind die noch erhaltenen reichsstädtischen Befestigungsabschnitte im Uhrzeigersinn beginnend bei der Burg aufgeführt.

#### Vestnertormauer
| Lage                            | Objekt                                        | Beschreibung | Akten-Nr.       | Bild           |
| ------------------------------- | --------------------------------------------- | --- | --------------- | -------------- |
| Vestnertormauer 1, 3 (Standort) | Vestnertormauer                               | Mauerzug der letzten Stadtumwallung zwischen Vestnertor und Maxtor, Wehrmauer zum Teil mit erneuertem Wehrgang, mit beiderseits gefüttertem Graben in voller Breite, 14. Jahrhundert, Zwingerausbau mit Brustwehr um 1535/36                                                                       | D-5-64-000-2027 | weitere Bilder |
| bei Burg 3 (Standort)           | Kasemattenturm                                | Nördlich abgerundeter Sandsteinquaderbau mit abgewalmtem Satteldach und Schleppgauben, in den Graben vorspringend, im Kern 14. Jahrhundert, nach Teilzerstörung 1945 wiederhergestellt | D-5-64-000-2027 | weitere Bilder |
| Burg 1 (Standort)               | Mauerturm Schwarzes A, sogenannter Luginsland | Ehemaliger reichsstädtischer Wachtturm, hoher quadratischer Sandsteinquaderbau mit Spitzhelm und vier Ecktürmchen mit Blendfeldern und Pyramidendächern, 1377 auf Fundamenten eines Vorgängerbaus errichtet, nach vollständiger Zerstörung 1945, wiederaufgebaut 1954/55                           | D-5-64-000-306  | weitere Bilder |
| Vestnertormauer 1 a (Standort)  | Kasemattenturm I                              | Nördlich abgerundeter Sandsteinquaderbau mit abgewalmtem Satteldach, in den Graben vorspringend, nach Totalzerstörung 1945 im Jahr 2005 wiederaufgebaut, fälschlicherweise mit I nummeriert | D-5-64-000-2027 | weitere Bilder |
| Vestnertormauer 5 (Standort)    | Mauerturm Schwarzes B                         | Nördlich abgerundeter Sandsteinquaderbau mit abgewalmtem Satteldach und Dacherkern, in den Graben vorspringend, im Kern 14. Jahrhundert, nach Teilzerstörung 1945 wiederhergestellt; gemäß der Nummerierung von 1546 eigentlich Kasemattenturm I und heute fälschlicherweise als Mauerturm gezählt | D-5-64-000-2027 | weitere Bilder |

#### Maxtormauer
| Lage                            | Objekt                             | Beschreibung | Akten-Nr.       | Bild           |
| ------------------------------- | ---------------------------------- | --- | --------------- | -------------- |
| Maxtormauer 3 bis 21 (Standort) | Stadtmauer, sogenannte Maxtormauer | Mauerzug der letzten Stadtumwallung zwischen Laufer Tor und Maxtor, Wehrmauer, teilweise mit weitgehend erneuertem überdachtem Wehrgang, und beiderseits gefütterter Graben, 14. Jahrhundert, Zwingerausbau mit Brustwehr um 1536 | D-5-64-000-1298 | weitere Bilder |
| Maxtormauer 3 (Standort)        | Mauerturm Schwarzes E              | Annähernd quadratischer Sandsteinquaderbau mit Zeltdach, Ende 14./Anfang 15. Jahrhundert | D-5-64-000-1298 | weitere Bilder |
| Maxtormauer 5 (Standort)        | Mauerturm Schwarzes F              | Annähernd quadratischer Sandsteinquaderbau mit Walmdach, Ende 14./Anfang 15. Jahrhundert, in Mauerhöhe erhalten, mit Fachwerkobergeschoss                                                                                         | D-5-64-000-1298 | weitere Bilder |
| Maxtormauer 7 (Standort)        | Mauerturm Schwarzes G              | Annähernd quadratischer Sandsteinquaderbau mit Walmdach, Ende 14./Anfang 15. Jahrhundert, in Mauerhöhe erhalten, mit Fachwerkobergeschoss, seitlich angebauter erneuerter Treppenaufgang aus Holz                                 | D-5-64-000-1298 | weitere Bilder |
| Maxtormauer 9 (Standort)        | Mauerturm Schwarzes H              | Annähernd quadratischer Sandsteinquaderbau mit Zeltdach, Ende 14./Anfang 15. Jahrhundert, 1945 weitgehend zerstört, wiederaufgebaut und ausgebaut 1994/95                                                                         | D-5-64-000-1298 | weitere Bilder |
| Maxtormauer 15 (Standort)       | Rundbastei                         | In den Graben vorspringend, Sandsteinquadermauerwerk, im Inneren Kasematten, bezeichnet „1527“, mit zwei Gartenhäusern des 18. Jahrhunderts                                                                                       | D-5-64-000-1298 | weitere Bilder |
| Maxtormauer 17 (Standort)       | Mauerturm Schwarzes J              | Annähernd quadratischer Sandsteinquaderbau mit Zeltdach, Ende 14./Anfang 15. Jahrhundert, 1945 weitgehend zerstört, wiederaufgebaut und ausgebaut 1994/95                                                                         | D-5-64-000-1298 | weitere Bilder |
| Maxtormauer 19 (Standort)       | Mauerturm Schwarzes K              | Annähernd quadratischer Sandsteinquaderbau mit Walmdach, Ende 14./Anfang 15. Jahrhundert | D-5-64-000-1298 | weitere Bilder |
| Maxtormauer 21 (Standort)       | Mauerturm Schwarzes L              | Annähernd quadratischer Sandsteinquaderbau mit Zeltdach, Ende 14./Anfang 15. Jahrhundert, 1945 teilweise zerstört, mit Notdach | D-5-64-000-1298 | weitere Bilder |

#### Laufertormauer
| Lage                               | Objekt                                           | Beschreibung | Akten-Nr.       | Bild           |
| ---------------------------------- | ------------------------------------------------ | --- | --------------- | -------------- |
| Laufertorzwinger 1 (Standort)      | Stadtturm Schwarzes M, sogenannter Laufertorturm | Freistehender Rundturm der ehemaligen Stadtbefestigung, Sandsteinquaderbau mit hohem Rustikasockel, Geschützplattform mit Zeltdach und Türmchenaufsatz, im Inneren quadratischer Turm (um 1377) erhalten, 1556 rund ummantelt von Stadtwerkmeister Georg Unger | D-5-64-000-1183 | weitere Bilder |
| Laufertormauer 9 bis 17 (Standort) | Laufertormauer                                   | Zwinger und Mauerzug der letzten Stadtumwallung zwischen Innere Cramer-Klett-Straße und Pegnitz, um 1400, Zwingerbrüstung mit Kanonenscharten, an der Pegnitz bastionsartiger Zwingerausbau mit Kasematten, um 1540, Tunneldurchbruch des Hübnerstors 1892, Überbrückung des nördlichen Pegnitzarms nach Zerstörung von 1945 1975 wiederhergestellt, Graben unter Beseitigung der äußeren Futtermauer weitgehend gefüttert | D-5-64-000-1182 | weitere Bilder |
| Laufertormauer 9 (Standort)        | Mauerturm Schwarzes S                            | Rechteckiger Sandsteinquaderbau mit Walmdach, um 1400, 1945 ausgebrannt, unter Fassadenveränderung wiederhergestellt | D-5-64-000-1182 | weitere Bilder |
| Laufertormauer 13 (Standort)       | Mauerturm Schwarzes T                            | Rechteckiger Sandsteinquaderbau mit Walmdach, um 1400, 1945 ausgebrannt, unter Fassadenveränderung wiederhergestellt | D-5-64-000-1182 | weitere Bilder |
| Laufertormauer 13a (Standort)      | Kasemattenturm II, sogenannter Alcibiadesturm    | Polygonaler Sandsteinquaderbau mit Walmdach, um 1540, wiederhergestellt | D-5-64-000-1182 | weitere Bilder |
| Laufertormauer 15 (Standort)       | Mauerturm Schwarzes V                            | Rechteckiger Sandsteinquaderbau mit Walmdach, um 1400, 1945 ausgebrannt, unter Fassadenveränderung wiederhergestellt | D-5-64-000-1182 | weitere Bilder |
| Laufertormauer 17 (Standort)       | Mauerturm Schwarzes X                            | Rechteckiger Sandsteinquaderbau mit Walmdach, um 1400 | D-5-64-000-1182 | weitere Bilder |

#### Marientormauer
| Lage                                                                          | Objekt                                            | Beschreibung | Akten-Nr.       | Bild               |
| ----------------------------------------------------------------------------- | ------------------------------------------------- | --- | --------------- | ------------------ |
| Marientormauer 3; Hintere Insel Schütt 34; Hintere Insel Schütt 20 (Standort) | Stadtbefestigung                                  | Mauerzug der letzten Stadtumwallung mit Überbrückung des südlichen Pegnitzarms durch massiven Wehrgang, spätes 14. Jahrhundert, bastionsartiger Ausbau und Kasematteneinbauten um 1530/40, Umgestaltung der nördlichen Kasematten zu Fußgängerdurchgang 1848 | D-5-64-000-774  | weitere Bilder     |
| Hintere Insel Schütt 34 (Standort)                                            | Mauerturm Schwarzes Z, sogenannter Tratzenzwinger | Sandsteinquaderbau mit Walmdach, spätes 14. Jahrhundert, 1548–1550 zu Geschützturm bastionsartig ausgebaut, nach Kriegszerstörung (1945) 1994–1996 wiederaufgebaut                                                                                           | D-5-64-000-774  | weitere Bilder     |
| Hintere Insel Schütt 20 (Standort)                                            | Mauerturm Blaues A                                | Sandsteinquaderbau mit Walmdach und Fachwerkanbau, spätes 14. Jahrhundert, um 1540/45 zu Geschützturm bastionsartig ausgebaut, nach Kriegszerstörung (1945) 1979/80 wiederhergestellt                                                                        | D-5-64-000-774  | weitere Bilder     |
| Marientormauer 3 (Standort)                                                   | Mauerturm Blaues B                                | Nach großer Lücke am Pegnitzufer, quadratischer Sandsteinquaderbau mit Walmdach, um 1400, nach Zerstörung von 1945 wiederhergestellt | D-5-64-000-1264 | weitere Bilder     |
| Lorenzer Straße 33; Marientormauer 17; Nähe Marientormauer (Standort)         | Marientormauer                                    | Mauerzug der letzten Stadtumwallung zwischen Katharinengasse und Lorenzer Straße, mit Wehrgang und Zwinger, innere Wehrmauer mit Rundbogenblenden, um 1400, bastionsartiger Zwingerausbau am Pegnitzufer um 1540 nach Zerstörung von 1945 wiederhergestellt  | D-5-64-000-1264 | weitere Bilder     |
| Marientormauer 15 (Standort)                                                  | Mauerturm Blaues G                                | Rechteckiger Sandsteinquaderbau, um 1400, nur in Mauerhöhe erhalten | D-5-64-000-1264 | weitere Bilder     |
| Marientormauer 17 (Standort)                                                  | Mauerturm Blaues H                                | Rechteckiger Sandsteinquaderbau mit gekreuztem Walmdach, um 1400 | D-5-64-000-1264 | Mauerturm Blaues H |

#### Königstormauer
| Lage                              | Objekt                                  | Beschreibung | Akten-Nr.       | Bild           |
| --------------------------------- | --------------------------------------- | --- | --------------- | -------------- |
| Königstormauer 1 bis 9 (Standort) | Königstormauer                          | Mauerzug der letzten Stadtumwallung zwischen Marientor (Lorenzer Straße 32) und Königstraße 93, um 1400, Wehrgang weitgehend erneuert, Zwingerausbau spätes 16. Jahrhundert, in Zwingerbrüstungsmauer Nähe Lorenzer Straße 32 Wappenkartusche bezeichnet „1596“ | D-5-64-000-1052 | weitere Bilder |
| Königstormauer 1 (Standort)       | Mauerturm Blaues K                      | Rechteckiger Sandsteinquaderbau mit Walmdach, um 1400, seitlich angebauter erneuerter Fachwerktreppenaufgang | D-5-64-000-1052 | weitere Bilder |
| Königstormauer 3 (Standort)       | Mauerturm Blaues L                      | Rechteckiger Sandsteinquaderbau mit Walmdach, um 1400, seitlich angebauter erneuerter Fachwerktreppenaufgang | D-5-64-000-1052 | weitere Bilder |
| Königstormauer 5 (Standort)       | Mauerturm Blaues M                      | Rechteckiger Sandsteinquaderbau mit Walmdach, um 1400 | D-5-64-000-1052 | weitere Bilder |
| Königstormauer 9 (Standort)       | Kasemattenturm IV, sogenannter Pechturm | Niedriger quadratischer Sandsteinquaderbau mit Walmdach, in den Graben vorspringend, wohl spätes 16. Jahrhundert | D-5-64-000-1052 | weitere Bilder |

#### Frauentormauer
| Lage | Objekt                                                                    | Beschreibung | Akten-Nr.       | Bild           |
| --- | ------------------------------------------------------------------------- | --- | --------------- | -------------- |
| Königs- und Frauentorzwinger 2 (Standort)                                                                                   | Stadtturm Blaues Q, sogenannter Frauentorturm                             | Mächtiger, mehrgeschossiger Rundturm mit Zeltdach und Laterne, Sandsteinquaderbau, im Kern quadratischer Turm des späten 14. Jahrhunderts, Ummantelung von Georg Unger, 1558/59, eingebunden in den südwestlich anschließenden Königs- und Frauentorzwinger | D-5-64-000-2739 | weitere Bilder |
| Königstraße 84, Königs- und Frauentorzwinger 3 (Standort)                                                                   | Königs- und Frauentorzwinger 3                                            | Waffenhof mit Wehrmauer und Wehrgang mit Satteldach, rechteckige Torbauten mit Walmdächern, äußerer Torbau wohl um 1388 und 1456, innerer Torbau 16./17. Jahrhundert                                                                                        | D-5-64-000-503  | weitere Bilder |
| Königstraße 84, Königs- und Frauentorzwinger 3 (Standort)                                                                   | Mauerturm Blaues R                                                        | In Resten erhalten, letztes Viertel 14. Jahrhundert | D-5-64-000-503  | weitere Bilder |
| Bahnhofsplatz (Standort) | Königs- und Frauentorzwinger                                              | Vorgelagerter Graben zwischen Königstraße und Frauentor in voller Breite mit beidseitig erhaltener Futtermauer | D-5-64-000-503  | weitere Bilder |
| Königs- und Frauentorzwinger 3 (Standort)                                                                                   | Kasemattenturm V, sogenannter Schraubenturm                               | Vom Zwinger aus in den Graben vorspringend, polygonaler Sandsteinquaderbau mit Walmdach mit spiralig-schräg verlaufenden spätgotischen Lisenen und Schlüsselscharten, 15. Jahrhundert                                                                       | D-5-64-000-503  | weitere Bilder |
| Frauentorgraben 2; Frauentormauer 5; Frauentormauer 9; Vordere Sterngasse 33; Frauentormauer 7; Frauentormauer 3 (Standort) | Stadtmauer                                                                | Abschnitt der Frauentormauer zwischen Frauentor und Vordere Sterngasse, Wehrmauer mit vorgelagertem gefüttertem Graben, 14. und 16. Jahrhundert | D-5-64-000-499  | weitere Bilder |
| Frauentormauer 3 (Standort)                                                                                                 | Mauerturm Blaues S                                                        | Sandsteinbau, um 1400 | D-5-64-000-499  | weitere Bilder |
| Frauentormauer 5 (Standort)                                                                                                 | Mauerturm Blaues T                                                        | Sandsteinbau, um 1400 | D-5-64-000-499  | weitere Bilder |
| Frauentorgraben 2 (Standort)                                                                                                | Kasemattenturm VI                                                         | Rechteckiger in den Graben vorspringender Sandsteinquaderbau mit Walmdach, 15. Jahrhundert | D-5-64-000-499  | weitere Bilder |
| Frauentormauer 7 (Standort)                                                                                                 | Mauerturm Blaues V                                                        | Sandsteinbau, um 1400 | D-5-64-000-499  | weitere Bilder |
| Frauentormauer 9 (Standort)                                                                                                 | Mauerturm Blaues X                                                        | Sandsteinbau, um 1400 | D-5-64-000-499  | weitere Bilder |
| Vordere Sterngasse 33 (Standort)                                                                                            | Kasemattenturm VII                                                        | Rechteckiger in den Graben vorspringender Sandsteinquaderbau mit Walmdach, 15. Jahrhundert | D-5-64-000-499  | weitere Bilder |
| Frauentorgraben (Standort)                                                                                                  | Sterntor                                                                  | Turmrest des 1868/69 abgerissenen Fischbacheinlaufs | D-5-64-000-499  | weitere Bilder |
| Frauentormauer 13-25 (Standort)                                                                                             | Abschnitt der Frauentormauer zwischen Vordere Sterngasse und Färberstraße | Wehrmauer mit vorgelagertem gefüttertem Graben, 14. und 16. Jahrhundert, mit wiederaufgebauten Teilen nach 1945 | D-5-64-000-2727 | weitere Bilder |
| Frauentormauer 15 (Standort)                                                                                                | Mauerturm Rotes A                                                         | Sandsteinbau, um 1400 | D-5-64-000-2727 | weitere Bilder |
| Frauentormauer 17 (Standort)                                                                                                | Mauerturm Rotes B                                                         | Sandsteinbau, um 1400 | D-5-64-000-2727 | weitere Bilder |
| Frauentormauer 17 a (Standort)                                                                                              | Kasemattenturm VIII                                                       | Rechteckiger in den Graben vorspringender Sandsteinquaderbau mit Walmdach, 15. Jahrhundert | D-5-64-000-2727 | weitere Bilder |
| Frauentormauer 19 (Standort)                                                                                                | Mauerturm Rotes C                                                         | Sandsteinbau, um 1400 | D-5-64-000-2727 | weitere Bilder |
| Frauentormauer 21 (Standort)                                                                                                | Mauerturm Rotes D                                                         | Sandsteinbau, um 1400 | D-5-64-000-2727 | weitere Bilder |
| Frauentormauer 21 a (Standort)                                                                                              | Kasemattenturm IX                                                         | Rechteckiger in den Graben vorspringender Sandsteinquaderbau mit Walmdach, 15. Jahrhundert | D-5-64-000-2727 | weitere Bilder |
| Frauentormauer 23 (Standort)                                                                                                | Mauerturm Rotes E                                                         | Sandsteinbau, um 1400 | D-5-64-000-2727 | weitere Bilder |
| Frauentormauer 25 (Standort)                                                                                                | Mauerturm Rotes F                                                         | Sandsteinbau, um 1400 | D-5-64-000-2727 | weitere Bilder |
| Färberplatz 27 (Standort)                                                                                                   | Mauerturm Rotes G                                                         | Sandsteinbau, um 1400 | D-5-64-000-2727 | weitere Bilder |
| Färberplatz 29 (Standort)                                                                                                   | Mauerturm Rotes H                                                         | Sandsteinbau, um 1400 | D-5-64-000-2727 | weitere Bilder |
| Frauentormauer 31-41 (Standort)                                                                                             | Frauentormauer                                                            | Stadtmauer zwischen Färberstraße und Spittlertor, Wehrmauer mit Resten des vorgelagerten gefütterten Grabens, 14./16. Jahrhundert, mit wiederaufgebauten Teilen nach 1945                                                                                   | D-5-64-000-2728 | weitere Bilder |
| Frauentormauer 31 (Standort)                                                                                                | Mauerturm Rotes J                                                         | Sandsteinbau, um 1400 | D-5-64-000-2728 | weitere Bilder |
| Frauentormauer 33 (Standort)                                                                                                | Mauerturm Rotes K                                                         | Sandsteinbau, um 1400 | D-5-64-000-2728 | weitere Bilder |
| Frauentormauer 33 a (Standort)                                                                                              | Kasemattenturm XI                                                         | Rechteckiger in den Graben vorspringender Sandsteinquaderbau mit Walmdach, 15. Jahrhundert | D-5-64-000-2727 | weitere Bilder |
| Frauentormauer 35 (Standort)                                                                                                | Mauerturm Rotes L                                                         | Sandsteinbau, um 1400 | D-5-64-000-2728 | weitere Bilder |
| Frauentormauer 37 (Standort)                                                                                                | Mauerturm Rotes M                                                         | Sandsteinbau, um 1400 | D-5-64-000-2728 | weitere Bilder |
| Frauentormauer 37 a (Standort)                                                                                              | Kasemattenturm XII                                                        | Rechteckiger in den Graben vorspringender Sandsteinquaderbau mit Walmdach, 15. Jahrhundert | D-5-64-000-2727 | weitere Bilder |
| Frauentormauer 39 (Standort)                                                                                                | Mauerturm Rotes N                                                         | Sandsteinbau, um 1400 | D-5-64-000-2728 | weitere Bilder |
| Frauentormauer 39 b (Standort)                                                                                              | Kasemattenturm XIII                                                       | Rechteckiger in den Graben vorspringender Sandsteinquaderbau mit Walmdach, 15. Jahrhundert | D-5-64-000-2727 | weitere Bilder |
| Frauentormauer 41 (Standort)                                                                                                | Mauerturm Rotes O                                                         | Sandsteinbau, um 1400 | D-5-64-000-2728 | weitere Bilder |
| Ottostraße 40 (Standort) | Mauerturm Rotes P                                                         | Sandsteinbau, um 1400 | D-5-64-000-2728 | weitere Bilder |

#### Spittlertormauer
Der Turm Rotes R ist eine Rekonstruktion nach vollständiger Kriegszerstörung 1945 und nicht denkmalgeschützt. Der abgegangene Turm Rotes S befand sich am Fürther Tor.

| Lage                                       | Objekt                                         | Beschreibung | Akten-Nr.       | Bild           |
| ------------------------------------------ | ---------------------------------------------- | --- | --------------- | -------------- |
| Spittlertorzwinger 2 (Standort)            | Stadtturm Rotes Q, sogenannter Spittlertorturm | Runder Sandsteinquaderbau mit Kegeldach, im Kern um 1385, rund ummantelt nach Plänen von Stadtwerkmeister Georg Unger 1557                                     | D-5-64-000-1912 | weitere Bilder |
| Spittlertorzwinger 1, 1 a, 3, 4 (Standort) | Waffenhof                                      | Umlaufender Wehrgang mit zwei Torbauten und Eckgebäude, Sandstein, um 1560                                                                                     | D-5-64-000-1912 | weitere Bilder |
| Spittlertormauer 1–17 (Standort)           | Spittlertormauer                               | Wehrmauer, zum Teil auch Wehrgang, mit vorgelagertem vom Spittlertor bis Westtor gefüttertem Graben in voller Breite, Zwingerbrüstung bis Fürther Tor, um 1531 | D-5-64-000-1911 | weitere Bilder |
| Spittlertormauer 1 (Standort)              | Rundbastei                                     | 1527 | D-5-64-000-1911 | weitere Bilder |
| Am Fürther Tor (Standort)                  | Grabenbrücke                                   | | D-5-64-000-1911 | weitere Bilder |
| Spittlertormauer 5 (Standort)              | Mauerturm Rotes T                              | Quadratischer Mauerturm, um 1400 | D-5-64-000-1911 | weitere Bilder |
| Spittlertormauer 7 (Standort)              | Mauerturm Rotes V                              | Quadratischer Mauerturm, um 1400 | D-5-64-000-1911 | weitere Bilder |
| Spittlertormauer 7a (Standort)             | Kasemattenturm XVIII                           | Rechteckiger in den Graben vorspringender Sandsteinquaderbau mit Walmdach, Ende 14./Anfang 15. Jahrhundert                                                     | D-5-64-000-1911 | weitere Bilder |
| Spittlertormauer 9 (Standort)              | Mauerturm Rotes X                              | Quadratischer Mauerturm, um 1400 | D-5-64-000-1911 | weitere Bilder |
| Spittlertormauer 9b (Standort)             | Kasemattenturm XIX                             | Rechteckiger in den Graben vorspringender Sandsteinquaderbau mit Walmdach, Ende 14./Anfang 15. Jahrhundert                                                     | D-5-64-000-1911 | weitere Bilder |
| Spittlertormauer 11 (Standort)             | Mauerturm Rotes Y                              | Quadratischer Mauerturm, um 1400 | D-5-64-000-1911 | weitere Bilder |
| Spittlertormauer 11a (Standort)            | Kasemattenturm XX                              | Rechteckiger in den Graben vorspringender Sandsteinquaderbau mit Walmdach, Ende 14./Anfang 15. Jahrhundert                                                     | D-5-64-000-1911 | weitere Bilder |
| Spittlertormauer 13 (Standort)             | Mauerturm Rotes Z                              | Quadratischer Mauerturm, um 1400 | D-5-64-000-1911 | weitere Bilder |
| Spittlertormauer 13a (Standort)            | Kasemattenturm XXI                             | Rechteckiger in den Graben vorspringender Sandsteinquaderbau mit Walmdach, Ende 14./Anfang 15. Jahrhundert                                                     | D-5-64-000-1911 | weitere Bilder |
| Spittlertormauer 15 (Standort)             | Mauerturm Grünes A                             | Quadratisch, um 1400 | D-5-64-000-1911 | weitere Bilder |
| Spittlertormauer 17 (Standort)             | Mauerturm Grünes B                             | Quadratisch, um 1400 | D-5-64-000-1911 | weitere Bilder |

#### Westtormauer
| Lage                        | Objekt                                       | Beschreibung | Akten-Nr.       | Bild           |
| --------------------------- | -------------------------------------------- | --- | --------------- | -------------- |
| Westtor 2 (Standort)        | Westtormauer                                 | Mauerzug der letzten Stadtumwallung zwischen Westtor und Hallertor, 15. Jahrhundert, Wehrgang erneuert | D-5-64-000-2129 | weitere Bilder |
| Westtor 2 (Standort)        | Westtorgraben                                | Graben in voller Breite mit beiderseitiger Futtermauer, zwischen Westtor und Hallertor, erste Hälfte 15. Jahrhundert, Zwingerausbau mit vorspringenden Bastionen an der Pegnitz um 1519                                                 | D-5-64-000-2128 | weitere Bilder |
| Westtor 2 (Standort)        | Einfriedung mit Toröffnung                   | | D-5-64-000-2129 | BW             |
| Westtorzwinger 2 (Standort) | Mauerturm Grünes C                           | Eingebunden in die Gebäude des Altersheims, quadratischer Sandsteinquaderbau mit Walmdach, 15. Jahrhundert | D-5-64-000-2129 | weitere Bilder |
| Westtorzwinger 2 (Standort) | Mauerturm Grünes D                           | Eingebunden in die Gebäude des Altersheims, quadratischer Sandsteinquaderbau mit Walmdach, 15. Jahrhundert | D-5-64-000-2129 | weitere Bilder |
| Westtorzwinger 2 (Standort) | Mauerturm Grünes E                           | Eingebunden in die Gebäude des Altersheims, quadratischer Sandsteinquaderbau mit Walmdach, 15. Jahrhundert, an der Pegnitz mit Tordurchgang zum Stadtgraben                                                                             | D-5-64-000-2129 | weitere Bilder |
| Westtorzwinger 2 (Standort) | Mauerturm Grünes F, sogenannter Schlayerturm | Mächtiger Turm, quadratischer Sandsteinquaderbau mit spitzem Zeltdach, um 1519, wiederhergestellt | D-5-64-000-2129 | weitere Bilder |
| Nähe Hallertor (Standort)   | Fronveste                                    | Brückenartiger einjochiger Sandsteinquaderbau mit Satteldach den südlichen Pegnitzarm überspannend, mit massivem Wehrgang aus Sandsteinquadern mit Satteldach als Überbrückung des nördlichen Pegnitzarms, bezeichnet „1489“ und „1494“ | D-5-64-000-2129 | weitere Bilder |
| Am Hallertor 1 (Standort)   | Sogenanntes Hallertor, mit Torturm Grünes G  | Schlanker Sandsteinquaderbau mit hohem Spitzhelm, mit dem sogenannten Hallertürlein und hohem Spitzhelm, 15. Jahrhundert, vorgelagert gerundete Bastion des Zwingers mit überdachtem hölzernem Wehrgang, um 1519                        | D-5-64-000-1296 | weitere Bilder |

#### Neutormauer
| Lage | Objekt                                             | Beschreibung | Akten-Nr.       | Bild           |
| --- | -------------------------------------------------- | --- | --------------- | -------------- |
| Beim Tiergärtnertor 8; Neutormauer 11; Neutor; Neutorzwinger; Neutorzwinger 3; Neutormauer 3; Neutormauer 5; Beim Tiergärtnertor 4; Tiergärtnertorbrücke; Neutormauer 9; Beim Tiergärtnertor 10 (Standort) | Neutormauer                                        | Mauerzug der letzten Stadtumwallung zwischen Hallertor und Tiergärtnertor, Wehrmauer mit weitgehend erneuertem überdachtem Wehrgang, beiderseits gefütterter Graben in voller Breite, 14. Jahrhundert, Zwingerausbau mit Brustwehr um 1540 | D-5-64-000-1398 | weitere Bilder |
| Neutormauer 3 (Standort) | Mauerturm Grünes H                                 | Sand- bzw. Ziegelmauerwerkbau mit Walmdach, Ende 14./Anfang 15. Jahrhundert | D-5-64-000-1398 | weitere Bilder |
| Neutormauer 5 (Standort) | Mauerturm Grünes J                                 | Sand- bzw. Ziegelmauerwerkbau mit Zeltdach, Ende 14./Anfang 15. Jahrhundert, 1945 teilzerstört und wiederaufgebaut | D-5-64-000-1398 | weitere Bilder |
| Neutorzwinger 1 (Standort) | Stadtturm Grünes K, Neutorturm                     | Rundturm der ehemaligen Stadtbefestigung, Sandsteinquaderbau mit Rustikasockel, Geschützplattform mit Zeltdach und Laterne, im Inneren quadratischer Turm des späten 14. Jahrhunderts, 1559 rund ummantelt                                 | D-5-64-000-1399 | weitere Bilder |
| Neutorzwinger; Neutorzwinger 3 (Standort) | Neutorbastei                                       | Polygonaler Sandsteinquaderbau, in den Graben vorspringend, angelegt 1563/64 | D-5-64-000-1398 | weitere Bilder |
| Neutor (Standort) | Neutorbrücke                                       | Auf drei Pfeilern aus Sandsteinquadermauerwerk, zweite Hälfte 16. Jahrhundert, weitgehend erneuert | D-5-64-000-1398 | weitere Bilder |
| Neutorzwinger 2; Neutorzwinger 3 (Standort) | Neutorzwinger                                      | Waffenhof mit Wehrmauer und Wehrgang mit Satteldach, letztes Viertel 14. Jahrhundert | D-5-64-000-1400 | weitere Bilder |
| Neutorzwinger 2; Neutorzwinger 3 (Standort) | Neutor Grünes L                                    | Innerer Torbau und äußerer Torbau aus Sandsteinquadermauerwerk mit Walm- bzw. Satteldach, im Kern letztes Viertel 14. Jahrhundert, um 1559 umgestaltet und erhöht                                                                          | D-5-64-000-1400 | weitere Bilder |
| Neutormauer 9 (Standort) | Mauerturm Grünes M                                 | Polygonaler Turm mit Ecktürmchen, Sandsteinmauerwerkbau, Ende 14./Anfang 15. Jahrhundert | D-5-64-000-1398 | weitere Bilder |
| Tiergärtnertorbrücke (Standort) | Tiergärtnertorbrücke                               | Auf vier Pfeilern aus Sandsteinquadermauerwerk, um 1600, teilweise erneuert | D-5-64-000-1398 | BW             |
| Tiergärtnertorbastei (Standort) | Tiergärtnertorbastei                               | Polygonaler Sandsteinquaderbau, in den Graben vorspringend, mit rundbogiger Toröffnung, angelegt 1538–1545 | D-5-64-000-1398 | weitere Bilder |
| Beim Tiergärtnertor 10 (Standort) | Tiergärtnertorhaus                                 | Zweigeschossiger Sandsteinquaderbau im Mauerverlauf mit Walmdach, um 1538–1545, Obergeschoss nach Zerstörung 1945 wiederaufgebaut | D-5-64-000-1398 | weitere Bilder |
| Beim Tiergärtnertor 4 (Standort) | Mauerturm Grünes N, sogenannter Tiergärtnertorturm | Hoher quadratischer Sandsteintorturm, nach Mitte 13. Jahrhundert, oberer Teil mit vier polygonalen Eckerkern und Spitzhelm, um 1561 | D-5-64-000-1398 | weitere Bilder |